# 황저우구

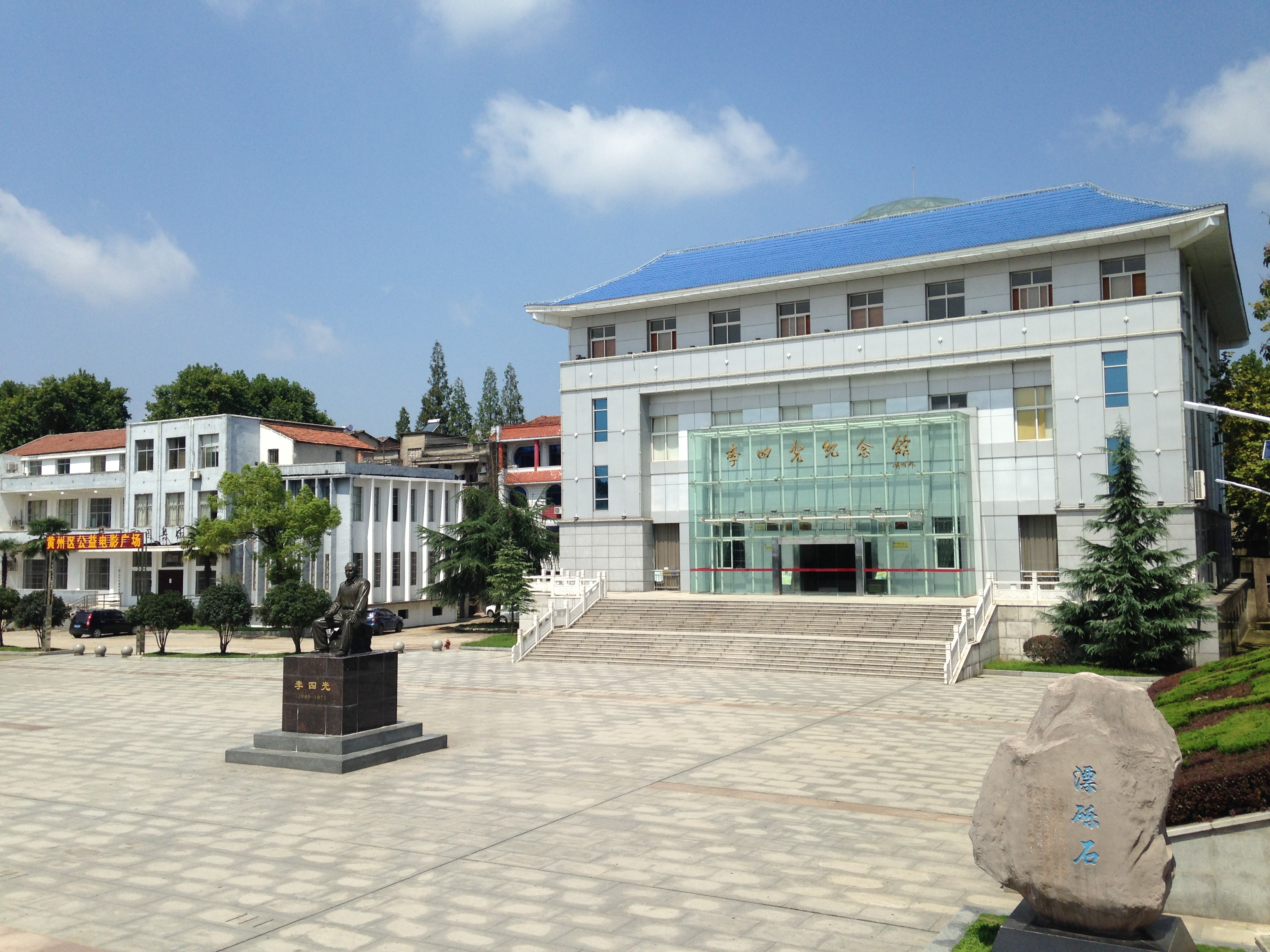

황저우구(한국어: 황주구, 중국어: 黄州区, 병음: Huángzhōu Qū)는 중화인민공화국 후베이성 황강 시의 현급 행정구역이다. 넓이는 353km2이고, 인구는 2007년 기준으로 370,000명이다.

## 기후
연평균 기온은 16.3℃이고 연평균 강수량은 1280mm이다. 무상일수는 264일이다.

## 행정 구역
4개 가도, 3개 진, 1개 향을 관할한다.
- 가도: 赤壁街道, 东湖街道, 禹王街道, 南湖街道.
- 진: 堵城镇, 路口镇, 陈策楼镇.
- 향: 陶店乡.